# Pausandra macrostachya
Pausandra macrostachya là một loài thực vật có hoa trong họ Đại kích. Loài này được Ducke mô tả khoa học đầu tiên năm 1925.